# La Dottrina del Fascismo
La Dottrina del Fascismo, eller Fascismens doktrin, är en skrift i två delar som troligtvis var spökskriven av Giovanni Gentile och godkändes av Benito Mussolini. Den publicerades inledningsvis i Enciclopedia Italiana 1932.